# گری بروک
گری بروک (انگلیسی: Garry Brooke؛ ۲۴ نوامبر ۱۹۶۰ – ۱۸ ژانویهٔ ۲۰۲۵) بازیکن فوتبال اهل بریتانیا بود.
از باشگاه‌هایی که وی در آن‌ها بازی کرده‌است، می‌توان باشگاه فوتبال کولچستر یونایتد، باشگاه فوتبال سنت آلبنز سیتی، باشگاه فوتبال ویونهوئه تاون، باشگاه فوتبال استوک سیتی، باشگاه فوتبال ویمبلدون، باشگاه فوتبال نوریچ سیتی، باشگاه فوتبال ردینگ، باشگاه فوتبال خرونینگن، باشگاه فوتبال برنتفورد و باشگاه فوتبال تاتنهام هاتسپر را نام برد.